# Superstuntwerk
Superstuntwerk is het album van de Nederlandse rapgroep Flinke Namen. Het werd in 2009 uitgebracht door Top Notch. Daarvoor hebben ze wel twee mixtapes uitgebracht; Op Volle Toeren (een samenwerking met The Opposites en Dio) in 2008 en Kunst en Vliegwerk in 2009. Kunst en Vliegwerk is er bijgevoegd als bonus-cd.
Op het album staan geen gastartiesten, maar op de bonus-cd wel, namelijk Jayh, Extince, Dio, Zwart Licht, Gers, Benny Sings, Sjaak, The Opposites en Anna Drijver.
Er staan twee oude nummers op; Next Level Shit en Flexican Beat.

## Composities

### Superstuntwerk
| Nr. | Titel               | Rappers van de Flinke Namen | Geproduceerd door |
| --- | ------------------- | --------------------------- | ----------------- |
| 1.  | Bouw Em Op          | Sef, MC Fit & Murth         | The Flexican      |
| 2.  | Next Level Shit     | Sef, MC Fit & Murth         | The Flexican      |
| 3.  | Als Zij Langs Loopt | Sef, MC Fit & Murth         | The Flexican      |
| 4.  | Wat heb je Geleerd? | Sef, MC Fit & Murth         | The Flexican      |
| 5.  | Hakemdoordemidde    | Sef, MC Fit & Murth         | The Flexican      |
| 6.  | Voor Jullie         | Sef                         | The Flexican      |
| 7.  | Weekend             | Sef, MC Fit & Murth         | The Flexican      |
| 8.  | Krazy               | Sef, MC Fit & Murth         | The Flexican      |
| 9.  | Hoeren              | Sef & Murth                 | The Flexican      |
| 10. | Wolken              | Sef, MC Fit & Murth         | The Flexican      |
| 11. | Door Dik & Dun      | MC Fit                      | The Flexican      |
| 12. | Close               | Murth                       | The Flexican      |
| 13. | Fan van Ze          | Sef, MC Fit & Murth         | The Flexican      |
| 14. | Kijk ze Gaan        | Sef, MC Fit & Murth         | The Flexican      |
| 15. | Flexican Beat       | Sef, MC Fit & Murth         | The Flexican      |
| 16. | Goed                | Sef, MC Fit & Murth         | The Flexican      |

### Bonus-cd: Kunst en Vliegwerk
| Nr. | Titel                   | Rappers van de Flinke Namen | Gastartiest(en) | Geproduceerd door          |
| --- | ----------------------- | --------------------------- | --------------- | -------------------------- |
| 1.  | De Nieuwste             | Sef, MC Fit & Murth         |                 | The Flexican               |
| 2.  | Champion Sound          | Sef, MC Fit & Murth         | Jayh            | The Flexican               |
| 3.  | Rol Je Raam Remix       | Sef, MC Fit & Murth         | Extince & Dio   | The Flexican               |
| 4.  | Geeft niet als je Tript | Sef, MC Fit & Murth         | Zwart Licht     | The Flexican               |
| 5.  | Met Jou (Dansen Deel I) | Sef, MC Fit & Murth         | Benny Sings     | The Flexican & Benny Sings |
| 6.  | Kunst & Vliegwerk       | Sef, MC Fit & Murth         | Gers            | The Flexican               |
| 7.  | Deze Stad               | Sef, MC Fit & Murth         | Sjaak           | The Flexican               |
| 8.  | Voor Het Eerst          | Sef, MC Fit & Murth         | The Opposites   | Big2                       |
| 9.  | We Want More            | Sef, MC Fit & Murth         |                 | The Flexican               |
| 10. | Onderweg                | Sef, MC Fit & Murth         |                 | The Flexican               |
| 11. | Riggs & Murthaugh       | Murth                       | Extince         | The Flexican               |
| 12. | Tis Niet erg            | Sef, MC Fit & Murth         | Anna Drijver    | The Flexican               |
| 13. | Dansen Deel II          | Sef, MC Fit & Murth         | Q.S.S           | The Flexican               |
| 14. | O                       | Sef, MC Fit & Murth         |                 | The Flexican               |
| 15. | Voor Altijd             | Sef, MC Fit & Murth         |                 | The Flexican               |
| 16. | Beter Weten             | Sef, MC Fit & Murth         | Big2            | The Flexican               |

Op de mixtape Kunste & Vliegwerk zitten er nog 5 andere nummers bij:
- Hotel FN
- De Schepping Ft. Sjaak
- Oncontroleerbare shit
- Rock the boat Ft. Faberyayo
- Geen zorgen

## Uitgaven
Cd-edities
| Druk    | Jaar | Drager     | Label                 |
| ------- | ---- | ---------- | --------------------- |
| 1e Druk | 2009 | plastic cd | Top Notch / Universal |

Beperkte oplagen
| Jaar | Drager                                 | Label                 |
| ---- | -------------------------------------- | --------------------- |
| 2009 | karton dubbel-cd met Kunst & Vliegwerk | Top Notch / Universal |

## Singles
| Single met eventuele hitnotering(en) in de Nederlandse Top 40 | Datum van verschijnen | Datum van binnenkomst | Hoogste positie | Aantal weken | Opmerkingen |
| ------------------------------------------------------------- | --------------------- | --------------------- | --------------- | ------------ | ----------- |
| Als zij langs loopt                                           | 2009                  | 27-06-2009            | 19              | 8            |             |
| Wolken                                                        | 2009                  | 21-11-2009            | tip2            | -            |             |

Als zij langs loopt was de eerste single van het album, en kwam al uit voordat het album in de winkel lag.

## Hitnotering
| "Superstuntwerk" in de Album Top 100 - binnen: 27-06-2009 | "Superstuntwerk" in de Album Top 100 - binnen: 27-06-2009 | "Superstuntwerk" in de Album Top 100 - binnen: 27-06-2009 | "Superstuntwerk" in de Album Top 100 - binnen: 27-06-2009 | "Superstuntwerk" in de Album Top 100 - binnen: 27-06-2009 |
| Week                                                      | 1                                                         | 2                                                         | 3                                                         |                                                           |
| --------------------------------------------------------- | --------------------------------------------------------- | --------------------------------------------------------- | --------------------------------------------------------- | --------------------------------------------------------- |
| Nummer                                                    | 38                                                        | 60                                                        | 100                                                       | uit                                                       |